# Strukturmechanik

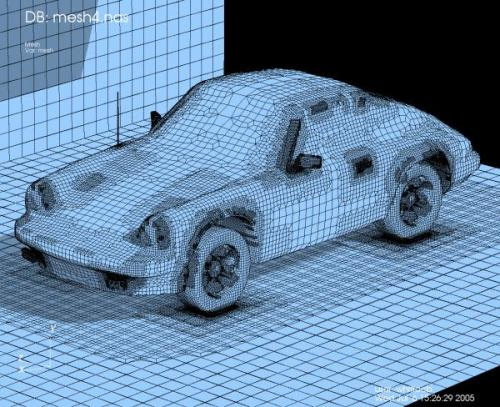
Strukturmechanisches Modell eines Kraftfahrzeugs (Porsche 911, ältere Baureihe), erstellt mit Hilfe von NASTRAN

Die Strukturmechanik ist die Berechnung von Verformungen, Kräften und inneren Spannungen in Festkörpern, entweder für die Planung neuer oder die Nachrechnung bestehender mechanischer Strukturen.
Sie befasst sich mit der Festigkeitsberechnung von Bauteilen, Werkstoff-Formteilen, Bauteilgruppen usw., die aus festen Materialien wie Stahl, Aluminium, sonstigem Metall, Kunststoff, Gummi, Verbundwerkstoff, Beton, Holz, Glas oder anderen bestehen.
Vergleiche auch die Mechanik fester Körper in der Klassischen Mechanik.

## Einordnung der Fachdisziplin
Die Strukturmechanik ist eine Disziplin der Technik, in der mechanische Festkörpermodellierungen erstellt werden, deren zu untersuchende Festkörper-Bauteile in finite Substrukturen unterteilt und mit von außen angreifenden mechanischen oder thermischen Belastungen (unter Anwendung des Freischneideprinzips im Falle vektorwertiger und gerichteter Größen) beaufschlagt werden. In der Regel entsprechen dabei die Konturen der finiten Einzelelemente der Substrukturen elementaren geometrischen Formen. Die Grenzflächen der Einzelelemente der finiten Substrukturen können dann dazu benutzt werden, um Größen und Zustände senkrecht, tangential oder in einem Winkel zu diesen Grenzen im Inneren der Festkörper-Bauteile genauer zu berechnen und somit Aufschlüsse über Gegebenheiten im Bauteilinneren zu gewinnen. Im Kern geht es um die Berechnung von Verformungen, Durchbiegungen und inneren Kräften oder Spannungen (Spannungsäquivalente) innerhalb von Strukturen, entweder für die Konstruktion oder für die Leistungsbewertung bestehender Strukturen.
Ordnet man das Gebiet genauer ein, so ist die Strukturmechanik ein Studiengebiet innerhalb der technischen Mechanik, das das Verhalten von Strukturen unter mechanischen Belastungen untersucht. Diverse mechanische Problemstellungen können Ziel der Analyse sein wie z. B. das Biegen eines Balkens, das Knicken einer Säule, die Torsion einer mechanischen Welle, die Durchbiegung einer dünnwandigen Schale oder etwa das Schwingen einer Brücke.

## Strukturmechanische Analyse
Die strukturmechanische Analyse benötigt Eingangsdaten wie Strukturlasten, die geometrische Darstellung der Struktur und Lagerbedingungen sowie die Werkstoffeigenschaften. Ausgabegrößen können Lagerreaktionen, Spannungen und Verschiebungen sein. Fortgeschrittene Strukturmechanik kann die Auswirkungen von Stabilität und nichtlinearem Verhalten umfassen.
Es gibt verschiedene Ansätze für die Analyse mechanischer Strukturen: etwa die Energiemethoden der Elastostatik, das Kraftgrößenverfahren oder die verschiedenen Varianten des Galerkin-Verfahrens inklusive des Ritz-Galerkin-Verfahrens (wobei von letzterem ein spezielles Verfahren die Arbeitsgrundlage für die Finite-Elemente-Methode bildet), und des Weiteren der plastische Analyseansatz.
Thematisiert werden die Berechnung, Dimensionierung und Bemessung diverser Bauteile und Strukturen bei statischer und dynamischer mechanischer sowie auch thermischer Belastung. Weiter gehören dazu: Spannungs- und Verformungsanalysen, Bruchmechanik, Versagensmechanismen, Schwingungseigenschaften, Kontakt- und Reibungsprobleme usw.

## Werkzeug „Finite-Elemente-Methode“
Ein heute oft benutztes Mittel und Werkzeug für Berechnungen in der Strukturmechanik ist die Finite-Elemente-Methode. Die damit erstellbaren Finite-Elemente-Festkörpermodelle können dabei über den rein numerisch resultierenden Aussagegehalt hinaus mit farbgebenden Datenvisualisierungsalgorithmen zu dreidimensionalen Farbmodellen verarbeitet werden. Letzteres gilt, sofern die Software für die Modellierung eigens programmiert und implementiert wird. Eine Anzahl an Finite-Elemente-Software-Fertigpaketen enthalten das Feature der farbgebenden Visualisierung bereits mit im Paketumfang.

## Stellung des Fachgebiets gegenüber anderen Disziplinen der Physik
Gegensätze, aber auch Ergänzungen zur Strukturmechanik sind Strömungslehre (Fluidmechanik), Akustik, Thermodynamik, Piezoelektrizität, Elektromagnetismus, Temperaturfelder usw.

## Anwendungsgebiete
Die Strukturmechanik ist ein interdisziplinäres ingenieurwissenschaftliches Fachgebiet, welches Anwendungen im Maschinenbau (und darin insbesondere im Fahrzeugbau, aber auch in vielen anderen Zweigdisziplinen), im Bauwesen (und darin insbesondere im Stahlbau), in der Luft- und Raumfahrttechnik sowie in der Wehrtechnik besitzt.